# Man, Woman and Wife
Man, Woman and Wife è un film muto del 1928 diretto da Edward Laemmle. Il soggetto di Charles A. Logue è ispirato al romanzo Fallen Angels di Arthur Somers Roche pubblicato su Red Book dal maggio al settembre 1927.

## Trama
Helen Brandon, una donna infelicemente sposata con Ralph Brandon, rimasta vedova si sposa con Jack Mason, un suo vecchio corteggiatore. Ma Ralph non è morto. Ritornato negli Stati Uniti come disertore e sotto falso nome, diventa un relitto. Viene aiutato da una sua ex fiamma, Rita, che è diventata l'amante di un gangster, Ward Rogers. Per preservare la buona reputazione della moglie, Ralph uccide il gangster. Arrestato, riesce a fuggire dal carcere con l'aiuto di Rita. Ma poi cade sotto i colpi delle mitragliatrici quando si espone per evitare a Helen futuri ricatti.

## Produzione
Il film fu prodotto dall'Universal Pictures con il titolo di lavorazione Fallen Angels.

## Distribuzione
Il copyright del film, richiesto dall'Universal Pictures Corp., fu registrato il 28 maggio 1928 con il numero LP25311.
Distribuito dall'Universal Pictures e presentato da Carl Laemmle, il film uscì nelle sale cinematografiche statunitensi il 13 gennaio 1929 dopo essere stato presentato a Chicago nell'agosto 1928. A New York e a Los Angeles, il film uscì il 4 dicembre.
L'European Motion Picture Company lo distribuì nel Regno Unito il 14 gennaio 1929. In Finlandia, uscì il 14 aprile 1930.